# Chlamys islandica
Espèce
Chlamys islandica est une espèce de mollusques bivalves de la famille des Pectinidae. Il est appelé pétoncle d'Islande au Canada.

Valve droite
Valve gauche

## Pêche
Il vit en Atlantique nord. Il est pêché au Canada, en Islande et aux îles Lofoten en Norvège.

## Commercialisation
La coquille peut être vendue sous le nom de Coquille Saint-Jacques en France bien qu'il s'agisse d'un pétoncle, plus petit que la Coquille Saint-Jacques pêchée en France.

## Philatélie
Cette espèce figure sur une émission d'Islande de 1982 (valeur faciale : 600 a).